# Le Touquet-Paris-Plage
Le Touquet-Paris-Plage é uma comuna francesa na região administrativa de Altos da França, no departamento de Pas-de-Calais. Estende-se por uma área de 15,31 km². Em 2010 a comuna tinha 4 484 habitantes (densidade: 292,9 hab./km²).